# Cydia (app)

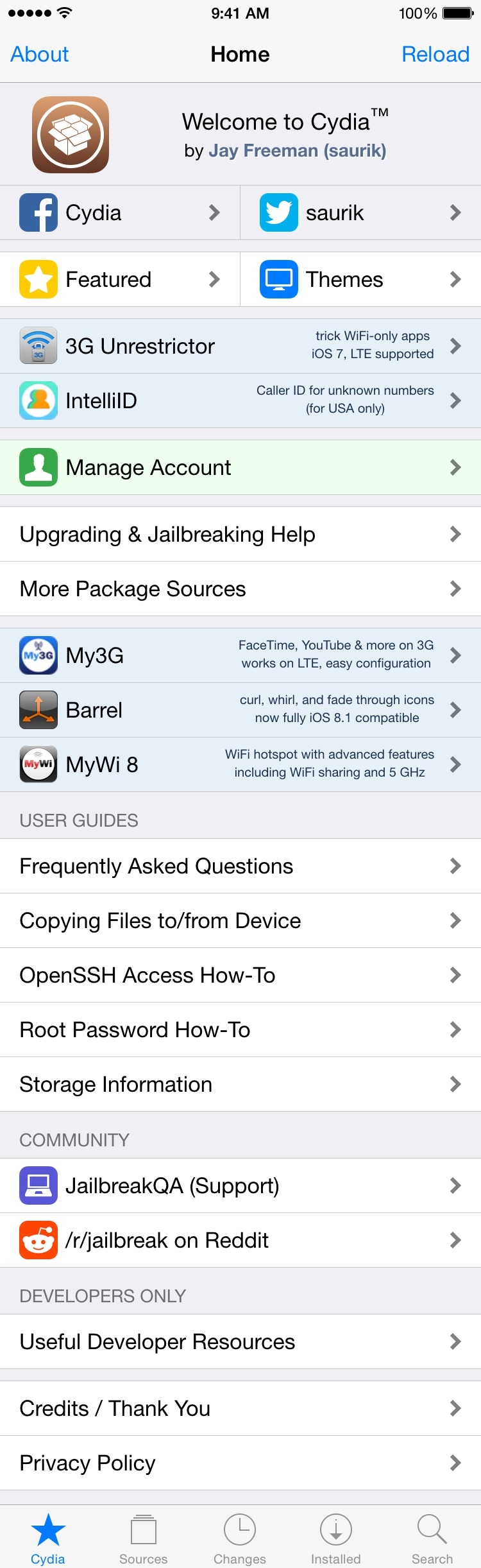
Cydia som körs på en iPhone

Cydia är en fri pakethanterare utvecklad av Jay Freeman, för enheter som kör Apples operativsystem iOS i ett jailbreakat stadium.
Med Cydia kan man installera paket till enheten. Det är viktigt att inte förväxla dem med appar, för de flesta är expansioner, förändringar och teman för existerande appar.
För att få tillgång till flera paket än vad som medföljer Cydia, måste källor från utvecklare läggas till.